# 日本國鐵ED45型電力機車
ED45型电力机车（日语：ED45形電気機関車）是日本国有铁道的第一代交流电力机车。该型机车为整流器式交流电力机车，于1950年代中期由日立、东芝、三菱分别各试制了一台原型车。同时期研制的交流电力机车还有ED44型电力机车，是由日立研制的直接式交流电力机车。1961年，根据国铁车辆形式称号规程，ED44、ED45型电力机车分别改称为ED90、ED91型电力机车。

## 开发背景
在第二次世界大战之前，匈牙利和德国曾经研究在电气化铁路采用工频单相交流电作为供电制式，其优点是使牵引变电所的设备大为简化，不需要像直流电气化铁路那样在变电所内设置复杂的整流装置；由于供电电压得到大幅提高，变电所间的距离得以大幅延长，并简化了架空接触网的结构。但实际上单相工频交流制直到1950年代才真正受到世界各国的重视，并得到迅速的发展。二战结束后，法国国家铁路公司积极进行50赫兹单相交流电气化的研究。1950年6月，法国国铁在艾克斯萊班－阿訥馬斯鐵路成功建成首条采用20千伏50赫兹的电气化铁路试验段，并于1953年将电压提升至25千伏，成为当今世界上工频交流电气化铁路的标准。
受到法国国铁的成功经验所影响，日本国有铁道亦开始了发展交流电力牵引的计划。1951年，日本签订了旧金山和平条约，正式结束了长达七年的同盟国军事占领日本的状态，日本国有铁道亦得以实行自主的管理政策。1952年，日本国铁派出首批干部职员赴法国进行技术考察，收集交流电气化的技术资讯。然后，根据时任国铁总裁長崎惣之助的指示，于1953年成立了“交流电化调查委员会”，并选定了仙山线部分区段作为日本铁路交流电化的试验段。除此之外，委员会还研究了从法国和其他欧洲国家引进交流电力机车的可行性，最初的计划是订购约10台交流电力机车。但在通商产业省以扶持日本国内重电制造业为由的极力游说下，日本国铁最终放弃了国外进口的计划，转而将交流电力机车的试制任务交由国内制造商承担。

## 第一次试验

### ED44 1
1955年7月20日，日本首台交流电力机车在日立制作所水户工厂完成试制，定型为ED44型1号机车。ED44型电力机车是交—交流电传动的直接式交流电力机车，采用单相整流子牵引电动机。架空接触网上的高压交流电经过主变压器降低电压后，无需经过中间整流环节，就可以直接供电给牵引电动机。单相整流子电动机在原理上与直流串励电动机相似，在励激绕组和电枢绕组之间有电刷和整流子（换向器），通过控制输入电压来调节电动机转速。
在ED44型电力机车上，采用了变压器低压侧调压的办法，依靠调压开关改变主变压器次边（低压侧）的抽头，来调节牵引电动机的输入电压，组成共14个调压级位。机车采用油循环强迫风冷却的单相主变压器，额定容量为1130千伏安。四台牵引电动机固定以“两串两并”方式连接，以简化主电路架构。牵引电动机为日立EFCO-H60（MT950）型单相整流子电动机，额定功率为250千瓦，额定电压为500伏特，额定转速为每分钟1000转。此外，东洋电机制造和富士电机也各试制了两台牵引电动机，技术性能指标略优于日立产品，并曾经在ED44 1号机车上安装试用。
机车车体与秩父铁道Deki100型电力机车及大井川铁道E103号电力机车相同。牵引电动机采用抱轴式悬挂，牵引电动机的一端安装在转向架构架上，而另一端通过抱轴承刚性抱合在车轴上。空气压缩机、冷却通风机等辅助电动机均采用三相鼠笼式交流电动机驱动，由电动发电机将单相交流电转换成三相交流电供辅助电机使用。

### ED45 1
1955年9月28日，三菱电机和新三菱重工业完成试制整流器式交流电力机车的原型车，定型为ED45型1号机车。这台机车是典型的整流器式电力机车，采用交—直流电传动，由直流串励牵引电动机驱动。机车从架空接触网获取高压交流电后，首先经过主变压器降低电压，通过整流器转换成脉流电（即方向不变而只有电压变化的直流电）并供电给牵引电动机。
机车采用油循环强迫风冷却的单相主变压器，额定容量为1520千伏安。整流装置采用八个水冷式引燃管（水银整流器）组成的全波整流电路。牵引电动机为四台三菱MB-3026-A（MT903）型四极串励电动机，持续功率为250千瓦，额定电压为500伏特，额定转速为每分钟1000转。在调速控制方面，变压器低压侧调压部分与ED44型电力机车大致相同，即利用调压开关改变变压器次边输出电压；另外还采用了整流器栅极电压相位控制，使牵引电动机端电压实现近乎平滑的调节。为了扩大机车的恒功调速范围，可以对牵引电动机实施五级磁场削弱。
机车车体与小田急电铁Deki1040型电力机车、大井川铁道E101、102号电力机车相同。为了提高车载电气设备的工作稳定性，ED45 1号机车采用了类似电力动车组的转向架结构，悬挂装置由螺旋弹簧和钢板弹簧组成；转向架构架采用钢板焊接结构，以减轻转向架结构的重量。牵引电动机采用轮对空心轴架悬式安装方式，将整个牵引电动机悬挂在转向架构架上，减少牵引电动机承受从轨道传来的振动冲击。除上述特点外，其他部分与ED44型电力机车并无明显差异。

### 试验结果
1955年8月，仙山线陸前落合至熊根区段完成交流电气化改造，ED44 1、ED45 1号机车先后开始进行一系列的运行试验，至1956年3月完成地面设备及电力机车的第一次试验项目。
试验结果显示，采用直接式传动的ED44型电力机车存在着较多问题。虽然ED44型电力机车具有良好的高速性能，单相整流子电动机在高转速范围时仍然能保持较高的输出扭矩，但起动和低速运转时的性能则不如直流串励电动机，不太适合用来牵引速度不高而频繁启停的列车。相比之下，ED45 1号机车的牵引性能则优秀得多。 由于整流器式电力机车采用变压器变压，因而牵引电动机可以全部并联连接，可以更有效防止轮对空转；配合整流器相位控制的平滑电压调节，大大提高了电力机车的粘着系数。其优异的粘着性能在当时而言是一个出乎意料的发现，甚至还有“D型（四轴）交流电力机车能够与F型（六轴）直流电力机车相匹敌”的说法。在仙山线25‰大坡度区段进行的牵引试验中，尽管ED44 1号机车的小时功率略高于ED45 1号机车，但ED44 1号机车的牵引定数只有360吨，ED45 1号机车却可达到600吨。
除此之外，单相整流子电动机拥有电刷和整流子，其换向性能随交流电频率的增高而恶化。为了得到良好的整流质量，需要降低电机整流子的电动势，通常采用低频电源供电为佳，因此采用单相整流子电动机的直接式交流电力机车大多使用于低频电气化铁路，例如德国、瑞士、奥地利的15千伏16⅔赫兹单相交流电气化铁路。但由于日本当时缺乏工频交流电动机（50赫兹）的制造经验，在ED44型电力机车上采用了14～16极单相整流子电动机，磁极数是一般直流串励电动机的四倍，目的是降低端子电压及改善换向性能，但这却导致电动机结构十分复杂，而且维护时间超乎想象。基于这些原因，表现较理想的整流器式电力机车得到了进一步的发展。

## 第二次试验
根据第一次试验的结果，日本国铁决定再试制两台整流器式交流电力机车作进一步试验和比较，两台机车分别由东芝和日立研制，并采用了各异的电气设备。

### ED45 11

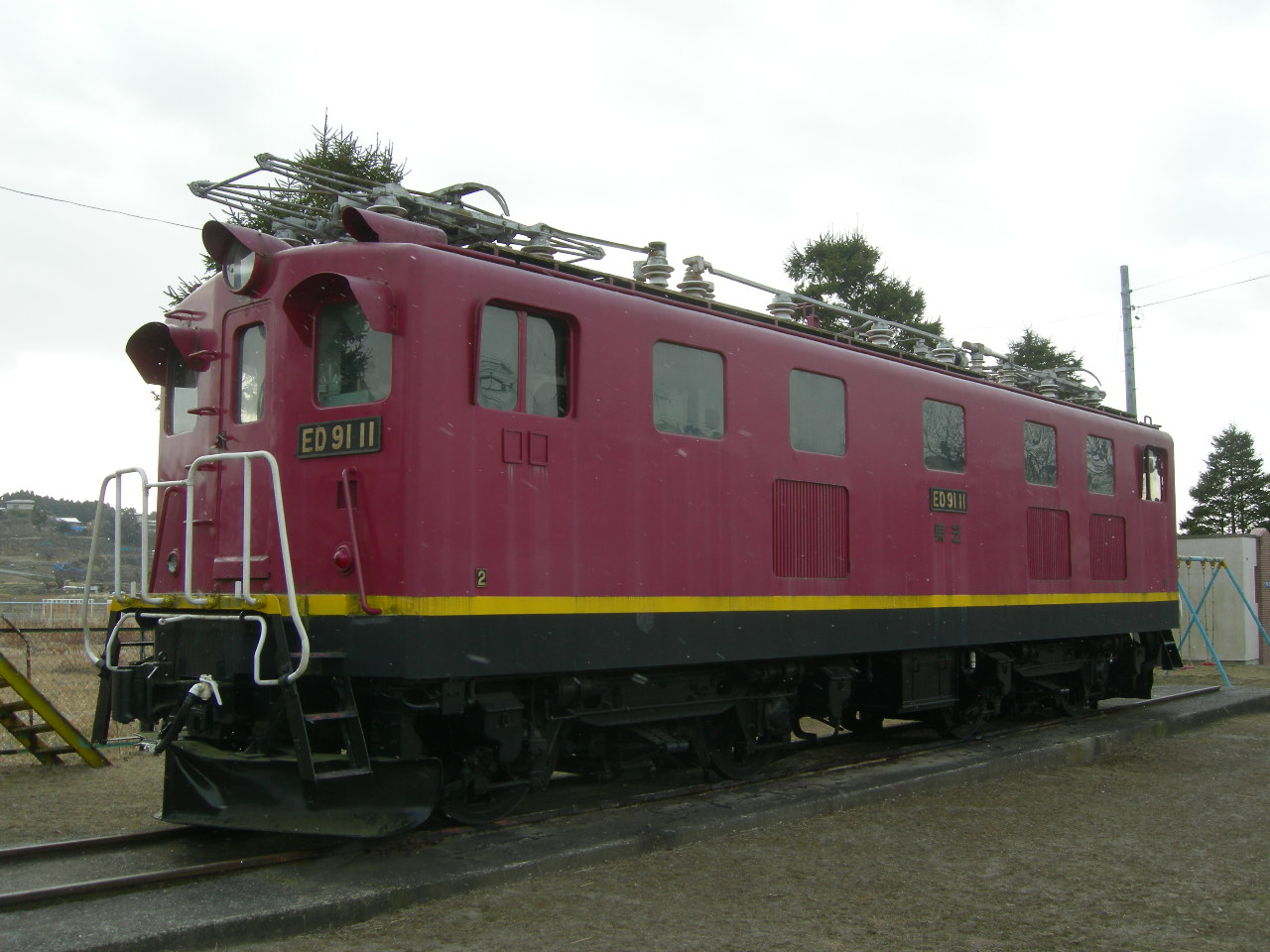
东芝制造的ED45-11（ED91-11）号机车

1956年12月21日，东芝完成试制ED45型11号机车。该机车采用了东芝研制的新型风冷干式主变压器，以提高变压器的防火性和维护性；并采用了风冷式引燃管整流器，节省了冷却水循环系统的重量，一台整流器由四个引燃管组成。调压系统方面，采用了无电弧调压开关的变压器低压侧调压，避免有载调压时在开断的触头间引发电弧；同时，机车没有采用整流器相位控制，反而采用了与直流电力机车相同的有级电阻调压，导致机车的防空转再粘着性能有一定降低。机车车体与东武铁道ED5000型电力机车相同。转向架结构与EH10型电力机车相同，牵引电动机采用抱轴式悬挂。辅助电机系统仍采用三相交流传动，但三相电源改由简化设计的旋转式劈相机提供。

### ED45 21
1957年2月，日立制作所完成试制ED45型21号机车。该机车的一个特点是以结构较稳定的励弧管代替了引燃管，以解决机车运行时振动对引燃管工作稳定性造成不利影响的问题，并且用来与东芝的引燃管整流器作比较。整流器采用由八个励弧管组成的单相全波整流电路，额定功率为1600千瓦，冷却方式采用强迫风冷。
机车的另一个特点是采用变压器高压侧调压。机车主变压器的额定容量为2307/3177千伏安，冷却方式为油循环强迫风冷却。主变压器原边（高压侧）设有一个自耦调压绕组，通过高压侧的调压开关和限流电阻改变变压器的输出电压，实现多达32级的有级调压。此外，还可以对牵引电动机施行三级磁场削弱，削弱率为72%、55%、45%。牵引电动机为日立HS-1050-Br型直流串励电动机，额定功率为375千瓦，额定转速为每分钟1070转。牵引电动机及整流器之间还接有限制电流脉动的平波电抗器，以及用来改变励磁绕组电流的分路电阻。机车的牵引功率提高到1640千瓦。
机车车体与大阪窯業水泥伊吹工厂的伊吹500型电力机车（即后来的大井川铁道ED500型电力机车）类似。机车走行部采用两台全旁承支重结构的摇动台式摇枕转向架，构架采用“日”字形钢板焊接结构。每台机车的车体重量通过四个旁承坐落在两台转向架上，从而减少了机车起动时的轴重转移。牵引电动机采用轮对空心轴架悬式安装方式。

### 试验结果
两台机车均在仙山线的牵引试验中取得了良好的结果。其中，ED45 21号机车在轨面湿滑的条件下，成功在25‰的坡道上起动500吨列车。此后，在三台整流器式电力机车原型车的基础上，三菱、东芝、日立分别进一步开发了一系列更成熟的交流电力机车并投入批量生产，包括ED70型电力机车（三菱，基于ED45 1号机车）、ED72、ED73型电力机车（东芝，基于ED45 11号机车）、ED71型电力机车（日立，基于ED45 21号机车）。

## 运用历史
四台原型车完成各种试验后，于1957年3月27日进入国铁编制并获得了车籍，当时均配属于仙台铁道管理局作并机关区。1957年9月5日，仙山线仙台至作并区段完成交流电化改造，这四台机车亦正式投入运用。1959年至1961年间，这些机车都进行了技术改造，直接式电力机车追加了磁场削弱控制，而整流器式电力机车则以硅整流器取代了水银整流器。1961年，根据新修订的国铁车辆形式称号规程，ED44型电力机车改称为ED90型电力机车，ED45型电力机车改称为ED91型电力机车。
ED90 1号机车作为唯一一台直接式交流电力机车，由于机车的维护保养及配件供应困难，该机车自1961年以后就长期处于停运状态，并于1966年报废。1968年，仙山线全线完成交流电化后，三台整流器式ED91型电力机车仍然继续运用，但亦存在着一些问题。例如，机车车龄已经超过十年，部分设备已开始出现老化；原型车的零部件供应及维护存在困难，难以确保机车得到妥善的检修；机车并未设有蒸汽供暖或电气供暖设备，因此在冬季牵引旅客列车时必须加挂暖房车。
与此同时，福岛机关区（今福岛综合运输区）利用新配属的ED78型电力机车，实现了奥羽本线和仙山线的直通运转，提高了机车运用效率并降低了运用成本。1970年，为取代仙山线的交流电力机车原型车，两台新造的ED78型电力机车又配属到福岛机关区，此后ED91型电力机车全部停运报废。

## 技术数据
| 车型                  | ED44 1                      | ED45 1                                     | ED45 11                               | ED45 21                                         |
| 制造年份              | 1955年                      | 1955年                                     | 1956年                                | 1957年                                          |
| 制造商                | 日立製作所                  | 三菱電機、新三菱重工業                     | 東芝                                  | 日立製作所                                      |
| 传动方式              | 直接式                      | 整流器式                                   | 整流器式                              | 整流器式                                        |
| 受流电压              | AC 20kV 50Hz                | AC 20kV 50Hz                               | AC 20kV 50Hz                          | AC 20kV 50Hz                                    |
| 机车长度（毫米）      | 13,500                      | 14,200                                     | 13,200                                | 13,800                                          |
| 机车宽度（毫米）      | 2,800                       | 2,800                                      | 2,800                                 | 2,800                                           |
| 机车高度（毫米）      | 4,095                       | 4,100                                      | 4,100                                 | 4,085                                           |
| 整备重量（吨）        | 60.00                       | 59.90                                      | 60.00                                 | 60.00                                           |
| 轨距                  | 1,067mm                     | 1,067mm                                    | 1,067mm                               | 1,067mm                                         |
| 轴式                  | Bo-Bo                       | Bo-Bo                                      | Bo-Bo                                 | Bo-Bo                                           |
| 驱动方式              | 轴悬式                      | 轮对空心轴架悬式                           | 轴悬式                                | 轮对空心轴架悬式                                |
| 牵引电动机            | MT950型交流整流子电动机 × 4 | MT903型直流电动机 × 4                      | MT902A型直流电动机 × 4                | MT904型直流电动机 × 4                           |
| 传动齿轮比            | 16:93=1:5.81                | 16:91=1:5.69                               | 16:69=1:4.31                          | 15:82=1:5.47                                    |
| 小时功率（千瓦）      | 1,120                       | 1,000                                      | 1,100                                 | 1,640                                           |
| 最大牵引力（公斤）    | 7,300                       | 10,600                                     | 10,800                                | 13,400                                          |
| 最高速度（公里/小时） | 65                          | 85                                         | 100                                   | 100                                             |
| 转向架                | DT108                       | DT109                                      | DT110                                 | DT111                                           |
| 主变压器              | 油循环强迫风冷却            | 油循环强迫风冷却                           | 乾式冷却                              | 油循环强迫风冷却                                |
| 整流器                | 无整流器                    | 水冷式引燃管                               | 風冷式引燃管                          | 風冷式励弧管                                    |
| 控制方式              | 变压器低压侧调压            | 变压器低压侧调压 栅极电压相位控制 磁场削弱 | 变压器低压侧调压 电阻调压 磁场削弱    | 变压器高压侧调压 磁场削弱                       |
| 调速级数              | 调压开关14级                | 调压开关17级 相控调压24级 磁场削弱5级      | 调压开关15级 电阻调压15级 磁场削弱2级 | 调压开关32级 磁场削弱3级                        |
| 制动机                | EL14型自动空气制动机        | EL14型自动空气制动机                       | EL14型自动空气制动机                  | EL14型自动空气制动机                            |
| 改造                  | 追加磁场削弱控制（1959年）  | 更换为硅整流器（1959年）                   | 更换为硅整流器（1961年）              | 更换为硅整流器，小时功率降至1,500千瓦（1959年） |

## 车辆保存
- ED91-11号机车：静态保存于宫城县宫城郡利府町森乡儿童公园。
- ED91-21号机车：静态保存于新干线综合车辆中心（日语：新幹線総合車両センター）[7]。